# Талија (Харита)
Талија (грч. Θαλία) је била богиња празника и богатих, раскошних пирова. Била је једна од три Харите. Обично се приказује како са својим сестрама плеше у круг.

## Етимологија
Талија је грчки придјев који који се користи да опише пирове и свечаности као богате, обилне и раскошне. У том смислу, она се вјероватно поистовјећивала са Пандасиом (богињом свечаности), Харитом која прати Афродиту у атинском вазном сликарству. Талијино име такође значи „цвјетање“, „процват“, у смислу прољећног зеленила и цвијећа.